# موزاتشين
موزاتشين هي بلدية تقع في إقليم أرجيش في رومانيا.